# Святое Щепачихинское
Святое Щепачихинское — озеро в Павловском районе Нижегородской области. Расположено в левобережье реки Оки — Нижегородской Мещере в сосновом лесу в 2,5 км севернее деревни Щепачиха.
Святое Щепачихинское относится к озёрам карстового происхождения и имеет вытянутую с северо-запада на юго-восток форму, берега торфянистые, заросшие ивняком, березами и соснами.
На восточном берегу расположена база отдыха «Восход», вдоль южного берега проходит нефтепровод Сургут — Полоцк.
Озеро является памятником природы регионального значения как место произрастания редких и охраняемых растений.